# Ochlerotatus intermedius
Ochlerotatus intermedius is een muggensoort uit de familie van de steekmuggen (Culicidae). De wetenschappelijke naam van de soort is voor het eerst geldig gepubliceerd in 1987 door Danilov & Gornostaeva.